# A Marca de uma Lágrima
A Marca de uma Lágrima é um livro infanto juvenil de Pedro Bandeira publicado em 1985 pela Editora Moderna. É uma livre adaptação da obra Cyrano de Bergerac, de Edmond Rostand.
O livro fala da vida de Isabel após ir numa festa de aniversario de seu primo Cristiano e se apaixonar por ele, apesar de ele gostar de sua amiga Rosana. Após estes acontecimentos, o enredo trata de como Isabel lida com isso e como ela ajuda os dois lados desse amor escrevendo poemas para trocarem entre si, mesmo contra sua vontade. .

## Personagens[2]
Isabel: A personagem principal, que se acha feia e conversa com seu "inimigo", o seu reflexo no espelho. Ela é uma excelente aluna em redação.
Cristiano: Primo da Isabel e a pessoa que Isabel gosta, apesar de ele gostar de sua melhor amiga, Rosana.
Rosana: A melhor amiga de Isabel. Ela gosta de Cristiano e não parece notar que Isabel também gosta dele.
Fernando: Um amigo de Isabel que tem uma queda por ela. Ele teima em chamá-la de "Ilusão" por causa de uma coisa que Isabel falou quando o conheceu na festa de aniversario do Cristiano.
Dona Albertina: A diretora obesa que dirigia a escola de Isabel. Ela dizia que estava fazendo um regime, mas ela comia doces escondida.
Adelaide: É a tia de Isabel e a mãe de Cristiano. 
Professora Olga: É a professora de filosofia de Isabel. Ela gosta de discutir sua matéria com os alunos.
Virgínia: A vice diretora que matou Dona Albertina e tentou matar Isabel..
Mãe: a mulher que está sempre de enxaqueca.
Pai: o homem que só fala de negócios e que sempre trocava de namorada.
Brucutu: era um homem bruto que trabalha na escola onde Isabel estuda possuindo o cargo de monitor.

## Sinopse
O  livro retrata a vida de Isabel, menina que se achava feia e gorda, apaixonada pelo seu primo Cristiano. Na festa de Cristiano conhece Fernando que logo se tornaria seu amigo. Em meio a confusões entre Isabel e Rosana, a Isabel parece ter se metido em uma confusão onde descobre que é testemunha de um assassinato. Ela vai tentar acabar com o mistério e ao mesmo tempo ajudar seus amigos.